# Возмещение ущерба (фильм)
«Возмещение ущерба» (англ. «Collateral Damage», дословно — «Сопутствующий ущерб») — боевик 2001 года, режиссёра Эндрю Дэвиса.
Из-за теракта 11 сентября премьера фильма была перенесена с 5 октября 2001 года на 8 февраля 2002 года.

## Сюжет
Горди Брюэр (Арнольд Шварценеггер) из 28-й пожарной команды готов бороться за жизнь каждой жертвы огня. Став свидетелем взрыва у генерального главного консульства Колумбии, где его дожидались жена с сыном, герой вскоре узнаёт о повстанцах этой страны, в которой идёт Гражданская война, и нежелании правительства США бороться за справедливость. Так, он сам был вынужден добиваться отмщения…
Нелегально перейдя границу, герой вскоре теряет рюкзак с документами. Так, оказавшись в числе разыскиваемых, он попадает в тюрьму. Среди напавших на полицейский участок повстанцев Горди узнаёт виновника взрыва у консульства в Америке, отнявшего у него жену и сына. Заполучив электропилу для распиливания замков, Брюэр сбегает.
Под видом механика пожарный проникает на территорию партизан, и изготавливает бомбу. Учинив первый разгром, и попав в лагерь к нужным людям, он вновь «сооружает» взрывное устройство… Однако, встретив недавних знакомых, герой пытается предупредить их — Селину Перрини и её сына Мауро — об опасности. В итоге Горди спугивает преступника и оказывается схваченным.
Брюэр узнаёт, что Селина является женой террориста. Женщина, втёршаяся в доверие к герою, и её приёмный сын, у которого погибли родители, была эвакуирована вместе с Горди американскими властями, воспользовавшимися пребыванием своего гражданина на территории чужой страны, чтобы нанести удар.
Уже в правительственном доме пожарный понимает, что Перрини, ищущая укрытия в Америке, является соучастницей очередного теракта. В подвале здания, где женщину ждал её возлюбленный, герой пробивает газовые трубы. Перекрыв выходы, он заставляет преступников, отправившихся по коридору на мотоцикле в другой конец, вернуться, чтобы сразиться с ними. Селина, буквально полетевшая на пульт управления, была убита током, супруг же её, намеревающийся совершить очередной взрыв, умирает от удара спасательным топором. Брюэр усыновляет Мауро.

## В ролях
| Актёр                | Роль             |
| -------------------- | ---------------- |
| Арнольд Шварценеггер | Горди Брюэр      |
| Франческа Нери       | Селена Перрини   |
| Джейн Линч           | агент Руссо      |
| Линдси Фрост         | Энн Брюэр        |
| Джон Легуизамо       | Феликс Рамирес   |
| Элиас Котеас         | Питер Брандт     |
| Джон Туртурро        | Шон Армстронг    |
| Клифф Кёртис         | Клаудио Перриньё |
| Тайлер Пози          | Мауро            |
| Гарри Ленникс        | Дрей             |
| Виктор Карпинтейро   | Карлос           |
| Хсу Гарсия           | Роман            |

## Создание
Атаки 11 сентября 2001 г. кроме того повлияли на монтаж финальной версии фильма. В первоначальном сценарии была в наличии сцена, где террористы захватывают самолёт. Однако, она была признана не «патриотичной» и вырезана из фильма.

## Критика
На фильм обрушилась разгромная критика. Ценители кино не отметили ни динамичное развитие событий, ни фееричный экшен, но зато «отругали» очень слабую игру актёров, и их поверхностные и слабо прописанные персонажи. На агрегаторе рецензий Rotten Tomatoes, у картины из 143 рецензий, только 27 — положительные.

## Сборы
Зрители также очень прохладно встретили фильм. При бюджете в 85 миллионов долларов, кинолента собрала скромные 78 миллионов в прокате, которых не хватило покрыть и половины расходов. В итоге, картина обернулась очередным финансовым фиаско для Арнольда Шварценеггера, который в то время больше не пользовался былой славой 80-х и 90-х годов.